# Agathe Guillemot
Agathe Guillemot (ur. 11 lipca 1999 w Pont-l’Abbé) – francuska lekkoatletka, biegaczka średniodystansowa, złota medalistka halowych mistrzostw Europy (2025) w biegu na 1500 m, olimpijka z Paryża (2024).

## Kariera sportowa
Pochodzi z Finistère, mieszka w Rennes i biega w klubie Haute Bretagne Athlétisme. Zdobyła srebrny medal w sztafecie 4 × 400 m na Mistrzostwach Europy U23 w Lekkoatletyce w 2021 w Tallinie. Guillemot ustanowiła rekord życiowy na 1 milę podczas Diamentowej Ligi 2023 w Monako. W lipcu 2023 została mistrzynią Francji na 1500 m. Zdobyła prawo startu w biegu na 1500 m na Mistrzostwach Świata w Lekkoatletyce w 2023.
W lutym 2024 Guillemot pobiła halowy rekord Francji na 1500 m, biegnąc w czasie 4:04,64 s na Meetingu Hauts-de-France Pas-de-Calais w Liévin. Zdobyła prawo startu w biegu na Halowych Mistrzostwach Świata w Lekkoatletyce w 2024 w Glasgow. Zakwalifikowała się do finału biegu kobiet na 1500 m z czasem 4:11,56 s. W finale zajęła 7. miejsce z czasem 4:04,94 s. Zdobyła brązowy medal w biegu na 1500 metrów na Mistrzostwach Europy w Lekkoatletyce w 2024 w Rzymie z czasem 4:05,69 s.
Guillemot ustanowiła nowy rekord Francji w biegu na 1500 m na Meeting de Paris z czasem 3:58,05 s co było jej pierwszym czasem poniżej bariery 4 minut. Wzięła udział w biegu na 1500 m na Letnich Igrzyskach Olimpijskich w Paryżu w sierpniu 2024 r., ustanawiając nowy rekord kraju w drodze do finału, w którym zajęła 9. miejsce. Została wybrana do francuskiej drużyny mieszanej na Mistrzostwach Europy w Biegach Przełajowych w Antalyi w Turcji, zdobywając srebrny medal.
Zdobyła prawo startu w Halowych Mistrzostw Europy w Lekkoatletyce 2025 w Appeldoorn, zdobywając złoto na 1500 m, stając się jednocześnie pierwszą Francuzką, która osiągnęła ten wyczyn.

## Rekordy życiowe
- bieg na 400 m – 54,79 s (2021, Angers)
- bieg na 800 m – 2:02,27 s (2022, Huizingen)
- bieg na 1500 m – 3:56,69 s (2024, Paryż)
- bieg na 1500 m (hala) – 4:04,64 s (2024, Liévin)
- bieg na 2000 m – 5:32,63 s (2024, Monaco)